# Гачаник
Гачаник — струмок в Словаччині й й Україні, у Кошицькому краї й Ужгородському районі Закарпатської області. Права притока Ужа (басейн Дунаю).

## Опис
Довжина струмка приблизно 10,1 км. Формується з багатьох безіменних струмків.

## Розташування
Бере початок у селі Петровце. Спочатку тече на південний захід, потім на південний схід і на північному сході від Оноківців впадає у річку Уж, ліву притоку Лаборцю.